# Pseudostyne
Pseudostyne is een kevergeslacht uit de familie van de boktorren (Cerambycidae). De wetenschappelijke naam van het geslacht werd voor het eerst geldig gepubliceerd in 1940 door Breuning.

## Soorten
Pseudostyne omvat de volgende soorten:
- Pseudostyne alboplagiata Breuning, 1940
- Pseudostyne ratovosoni Breuning, 1971